# Mise en œuvre conjointe
 (avril 2025).
La mise en œuvre conjointe (MOC) (Joint Implementation en anglais) est un programme du protocole de Kyoto qui permet aux pays développés d’atteindre une partie des réductions de gaz à effet de serre qui leur sont demandées en finançant des projets qui réduisent les émissions dans d’autres pays industrialisés. Dans la pratique, cela va probablement consister en la construction d’installations dans les pays d’Europe de l’Est et de l’ex-Union soviétique — les « économies en transition » — financées par les pays d’Europe occidentale et d’Amérique du Nord.
Les gouvernements offrant leurs appuis recevront des crédits qui pourraient être utilisés pour leurs objectifs d’émissions, les pays récipiendaires gagneront en investissement étranger et en technologie avancée. Le système a des avantages de flexibilité et d’efficience. Il est souvent moins coûteux d’entreprendre un travail d’efficacité énergétique dans les pays en transition et de réaliser de plus grosses réductions d’émissions. L’atmosphère en bénéficie quel que soit l’endroit où ces réductions sont réalisées.
Le mécanisme de mise en œuvre conjointe est similaire au mécanisme de développement propre (MDP). Pour obtenir le feu vert pour des projets d’application conjointe, les pays industrialisés doivent satisfaire aux conditions du Protocole de Kyoto d’inventaires exacts de gaz à effet de serre et de registres détaillés des unités de crédits-carbone. Si ces conditions sont réunies, les pays pourraient entreprendre des projets et recevoir des crédits commençant en 2008.